# アナザー・ウェイ ―D機関情報―
『アナザー・ウェイ ―D機関情報―』（アナザー ウェイ ディーきかんじょうほう）は、西村京太郎の小説『D機関情報』を映画化した、タキ・エンタープライズ製作、山下耕作監督による日本映画である。1988年9月17日より東宝洋画系にて公開された。主演は本作が映画初主演となる役所広司。
東宝東和創立60周年記念作品でもある。

## ストーリー
日本にとって、すでに戦局が絶望的なものとなっていた第二次世界大戦（太平洋戦争）末期の1945年1月。軍令部は、関谷直人海軍中佐を密かに日本海軍潜水艦「伊51潜水艦」に乗艦させ、同盟国ドイツを経て中立国スイスへ送った。目的は特殊爆弾の原料ウランの買い付けだった。
しかし、約2か月後にドイツに上陸してベルリンに着いた関谷は、友人で仲介役の駐在武官矢部が殺されたことを、ドイツ駐在の日本大使から伝えられる。ようやくベルンに到着した関谷は、謎を追ううちに、実は矢部が死んでおらずアメリカ合衆国の諜報機関「D機関」に籍を置き、日米和平工作に関わっていることを、新聞記者の笠井に告げられる。
関谷は自分の任務のために一度は断るも悩むが、シャフハウゼンのライン滝で矢部と会えたのもつかの間、改めて関谷に日米和平工作への協力を求めた矢部は、関谷の目の前で何者かに射殺される。そのような状況下で、ベルン駐在の川瀬公使や館員の日下も、関谷に和平を訴える。
やがて、D機関と呼ばれる秘密組織と各国の国際スパイたちの暗躍が少しずつ明らかになる。また、D機関のボスから「アメリカはすでに特殊爆弾を完成させている。ソ連は日ソ中立条約を破って日本に参戦することになるだろう」という情報を得たことから、関谷は日米和平工作の存在と自らに課せられた使命との狭間で苦悩しつつも、矢部の遺志を継ぐ。

## キャスト
- 関谷直人：役所広司
- 日下佳子：いしだあゆみ
- 天宮剛士：高橋英樹
- 矢部将幸：永島敏行
- 川瀬：平幹二朗
- 笠井：井川比佐志
- 大竹：戸浦六宏
- 島村：仲代達矢
- 軍令部次長秘書官：藤谷美紀
- 北原：芦田伸介
- 関谷房江：丹阿弥谷津子
- 関谷幸江：石倭裕子
- 戸川雪子：山村紅葉
- 山野：野口貴史
- 神崎：平泉成
- フリードリッヒ・ハンスマン：ウド・キア
- エレーナ・ベック：コンスタンツェ・エンゲルブレヒト
- ロパーヒン：インゴルト・ウィルデナウアー
- ナンシー・ウィルソン：デボラ・エスプテイン
- リタ・ガーネット：シドニー・ローム
- ダレス「D」（“ミスターD”）：ロバート・ヴォーン

## スタッフ
- 監督：山下耕作
- 製作：小倉斉
- 製作総指揮：太木懋
- 原作：西村京太郎
- 脚本：石倉保志
- 撮影：赤塚滋（本編） / 江口憲一、桜井景一（特殊技術）
- 特技監督：川北紘一
- 音楽監督：ジョルジオ・モロダー
- 主題曲：ジェニファー・ラッシュ（英語版） / チープ・トリック
- レコーディスト：中野明
- 美術：間野重雄（本編） / 井上泰幸（特殊技術）
- 照明：中山治雄（本編） / 三上鴻平（特殊技術）
- 編集：黒岩義民
- 録音：西崎英雄
- 助監督：俵坂昭康（本編） / 浅田英一（特殊技術）
- 撮影協力：海上自衛隊
- スイス製作協力：ベルナード・ラング・AG
- 製作協力：株式会社・東宝映画
- 製作：タキ・エンタープライズ
- 配給：東宝東和

## 撮影
特撮場面では、海上の駆逐艦から海中の潜水艦に向けて爆雷を投下し爆発させるという描写が大胆に描写された。同シーンの撮影は、東宝撮影所の水中プールに火薬を落として撮影しており、特技監督の川北紘一は最初は慎重にやっていたが徐々に大胆になり、最後は水槽のガラスが震えるほどの爆発になっていたと述懐している。
遊覧船の爆破シーンは、スイスのレマン湖で撮影が行われた。
映画『連合艦隊』（1981年）の戦艦大和のミニチュアを流用して呉港のシーンが撮影されていたが、完成作品ではカットされた。

### 撮影協力艦艇
川北は、様々な事情により史実通りの潜水艦が使えず残念であったと述べている。
- 潜水艦「なだしお」（海上自衛隊の「ゆうしお型潜水艦」の5番艦）
  - 劇中、日本海軍の伊51潜水艦役として登場。
  - 公開前の7月23日に遊漁船「第一富士丸」と衝突する事故を起こす（なだしお事件）。
- 護衛艦「きくづき」（海上自衛隊の「たかつき型護衛艦」の2番艦）
  - 劇中、伊51号潜水艦と連合国軍の駆逐艦部隊との最初の戦闘シーン（インド洋上での伊51潜水艦と連合国軍の駆逐艦部隊との戦闘シーン）において、潜航直前の“なだしお”が粉する伊51潜水艦を砲撃する連合国軍の駆逐艦役として登場した。また、南シナ海において、潜航中の伊51潜水艦が潜望鏡で発見した連合国軍の輸送船団を護衛していた駆逐艦としても登場した。